# Collobiano
Collobiano (piemontiul: Colobian) település Olaszországban, Vercelli megyében. Lakosainak száma 78 fő (2023. január 1.). Collobiano Albano Vercellese, Casanova Elvo, Olcenengo, Oldenico, Quinto Vercellese és Villarboit községekkel határos.

## Népesség
A település népességének változása:
| Lakosok száma | 92   | 92   | 78   |
|               | 2017 | 2018 | 2023 |